# Erwitte
Erwitte is een stad en gemeente in de Duitse deelstaat Noordrijn-Westfalen, gelegen in de Kreis Soest. De gemeente telt 16.117 inwoners (31 december 2020) op een oppervlakte van 89,29 km².

## Plaatsen in de gemeente Erwitte

De Ortsteile van Erwitte

- Bad Westernkotten; 4.616 inwoners: Hier is een in de 18e eeuw ontdekte keukenzouthoudende, als geneeskrachtig beschouwde bron. De plaats is al sinds het eind van de 18e eeuw een kuuroord.[2]
- Berenbrock (312)
- Böckum (234)
- Ebbinghausen (210)
- Eikeloh (474)
- Erwitte (6.646 inwoners); hoofdplaats van de gemeente
- Horn-Millinghausen (980); de fraaie St. Cyriacuskerk te Horn-Millinghausen is in twee fasen (1822 en 1873) gebouwd in de 19e eeuw; de middeleeuwse kerktoren is het enige restant van een vroegere kerk.
- Merklinghausen/Wiggeringhausen (152)
- Norddorf (137)
- Schallern (317)
- Schmerlecke (691)
- Seringhausen (67)
- Stirpe (1.036 inwoners)
- Völlinghausen (741)
- Weckinghausen (43)

Gemeentetotaal: 16.662 personen.
Bron bevolkingscijfers: maandelijks bijgewerkte statistiek op de website van de gemeente. Peildatum: 30 juni 2024. Exclusief mensen met alleen een tweede woning in de gemeente.

## Economie en infrastructuur
Erwitte heeft wel een spoorwegstation aan de spoorlijn van Warstein naar Lippstadt, maar deze lijn wordt alleen door goederentreinen bereden. In Erwitte en Bad Westernkotten zijn bushaltes van de frequent rijdende streekbusdienst Lippstadt - Anröchte v.v.. Te Lippstadt is het dichtstbij gelegen spoorwegstation.
Erwitte ligt gunstig nabij afrit 58 van de Bundesautobahn 44, die daar de Bundesstraße 55 kruist. Daarom heeft het auto-accessoire-concern HELLA er een groot distributiecentrum gevestigd.
Verder is er een metaalfabriek, die radiatoren voor cv-installaties maakt, een filiaal van een fabriek van metalen veren, een groot verhuurbedrijf van op vrachtauto's gemonteerde hijskranen, en nog veel kleine bedrijven.
Het kuurbedrijf in Bad Westernkotten trekt veel kuurgasten aan en is dus ook economisch van belang.

## Geschiedenis
De plaats ligt aan de Westfaalse hellweg, en de locatie van Erwitte, in de vruchtbare Soester Börde,  is al sinds de jonge steentijd bewoond. De herkomst van de plaatsnaam is onzeker. Mogelijk betekent het: plaats waar erwten voorhanden zijn. In 1160 werd de markante Sankt-Laurentiuskirche met haar grote toren gebouwd in een overgangsstijl tussen romaans en de gotiek.
Evenals in de omliggende plaatsen, waren er in de periode 1570-1660 enige heksenprocessen. De inwoners van Erwitte en omgeving, katholiek en onder heerschappij van het keurvorstendom Keulen, hadden in de 17e eeuw te lijden van veroveringspogingen van  het protestantse Brandenburg-Pruisen.
Erwitte was een zgn. vlek, met een Gogericht (gouwgerecht), maar kreeg zeer laat, namelijk in 1936, nog het stadsrecht. Dat heeft waarschijnlijk te maken met het feit, dat in het bij Erwitte behorende kasteel door de NSDAP een scholingscentrum voor het kader van de nazipartij zelf en voor de Deutsche Arbeitsfront was ondergebracht. Het kasteel vertoont aan de buitenzijde nog bouwkundige sporen hiervan en is tegenwoordig een hotel.
Erwitte heeft nog een tweede kasteelachtig gebouw, Haus Erwitte genaamd, waarin het plaatselijke ziekenhuis (het Marien-Hospital) is gehuisvest.
Begin 1975 vond een gemeentelijke herindeling plaats. Daarbij werden 14 kleine gemeenten rondom het stadje bij Erwitte gevoegd. Ook werd het stadsrecht bevestigd en op de nieuwe gemeente van toepassing verklaard.

## Galerij

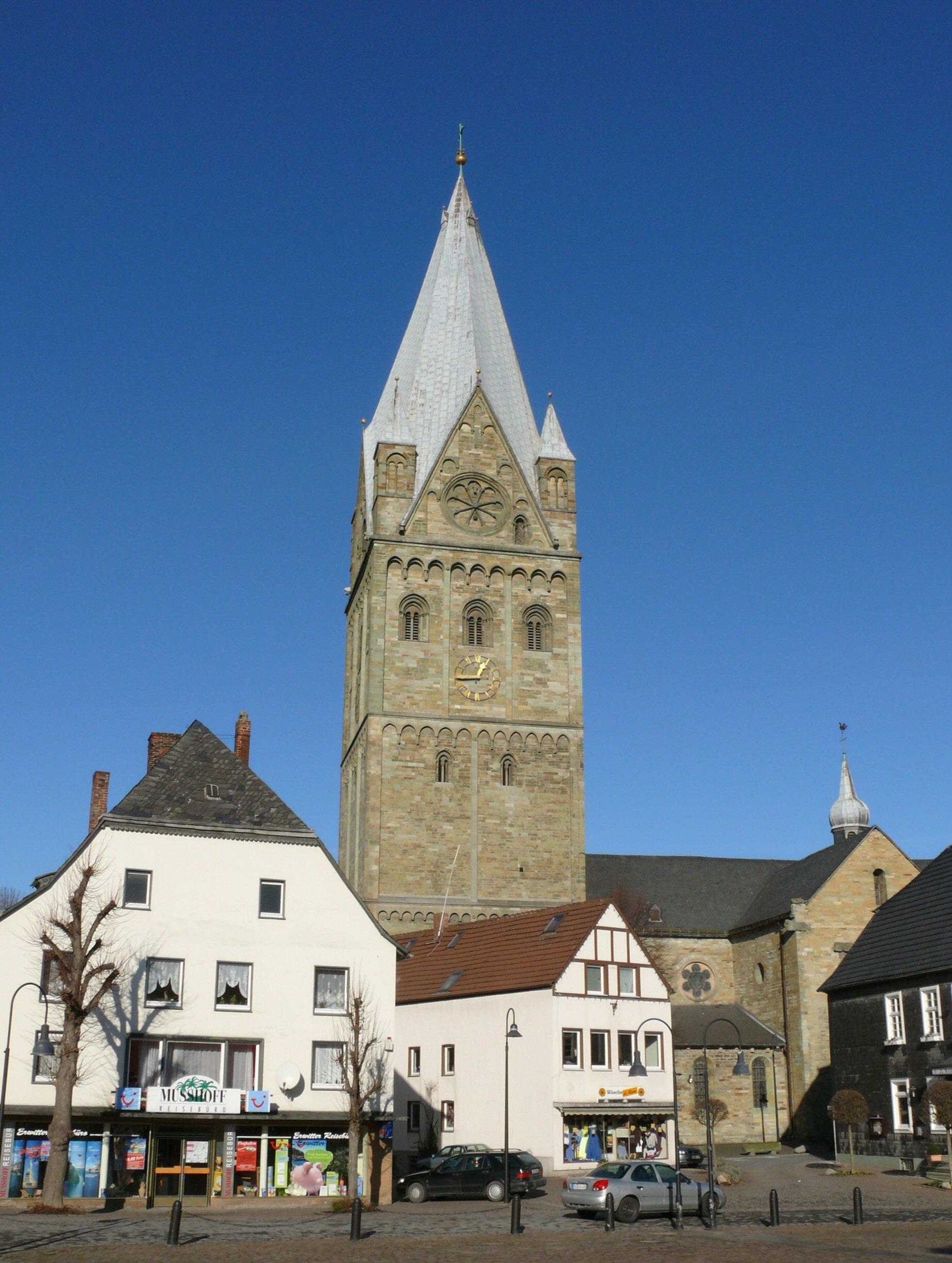
De St. Laurentiuskirche
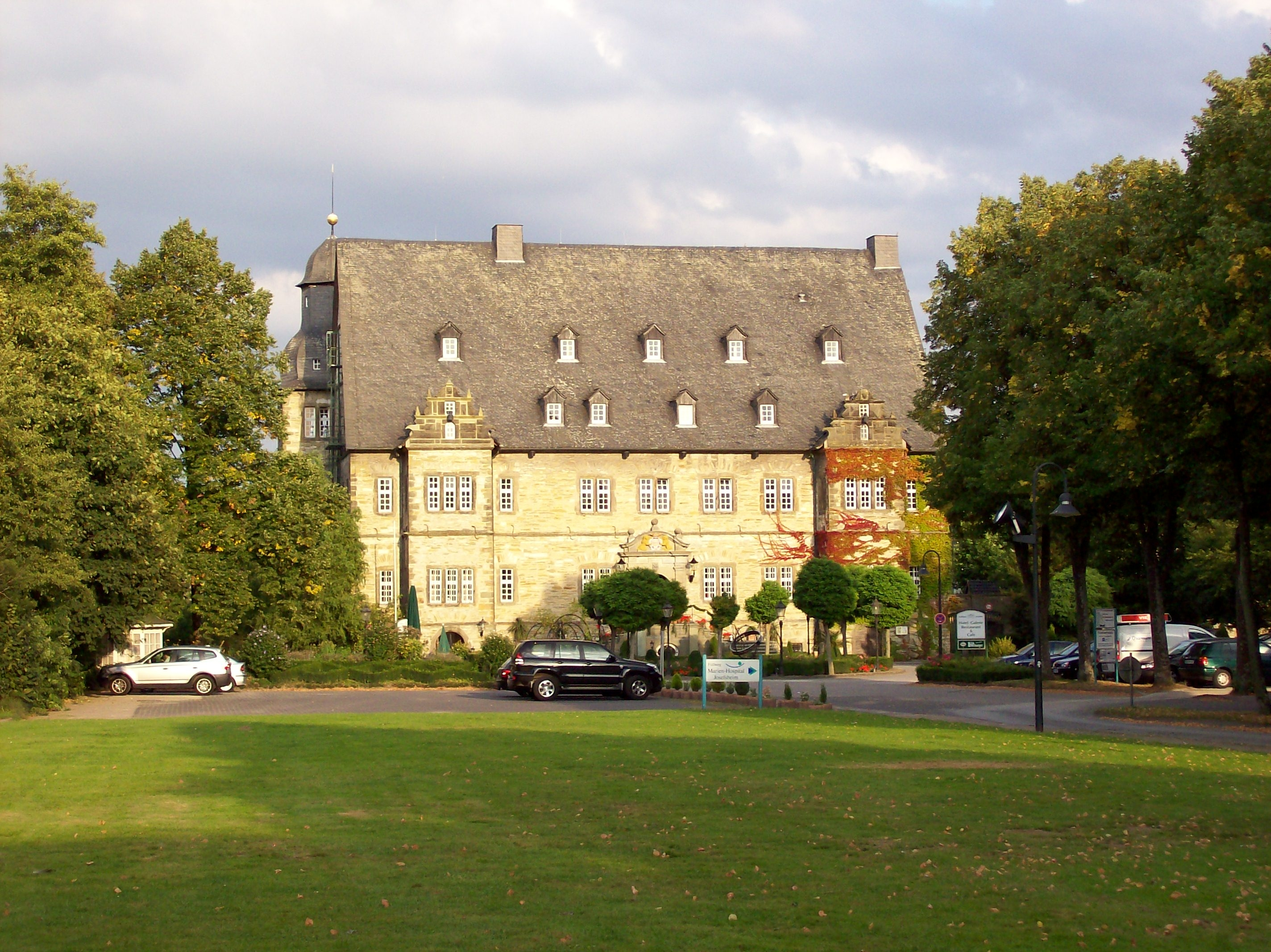
Kasteel Erwitte
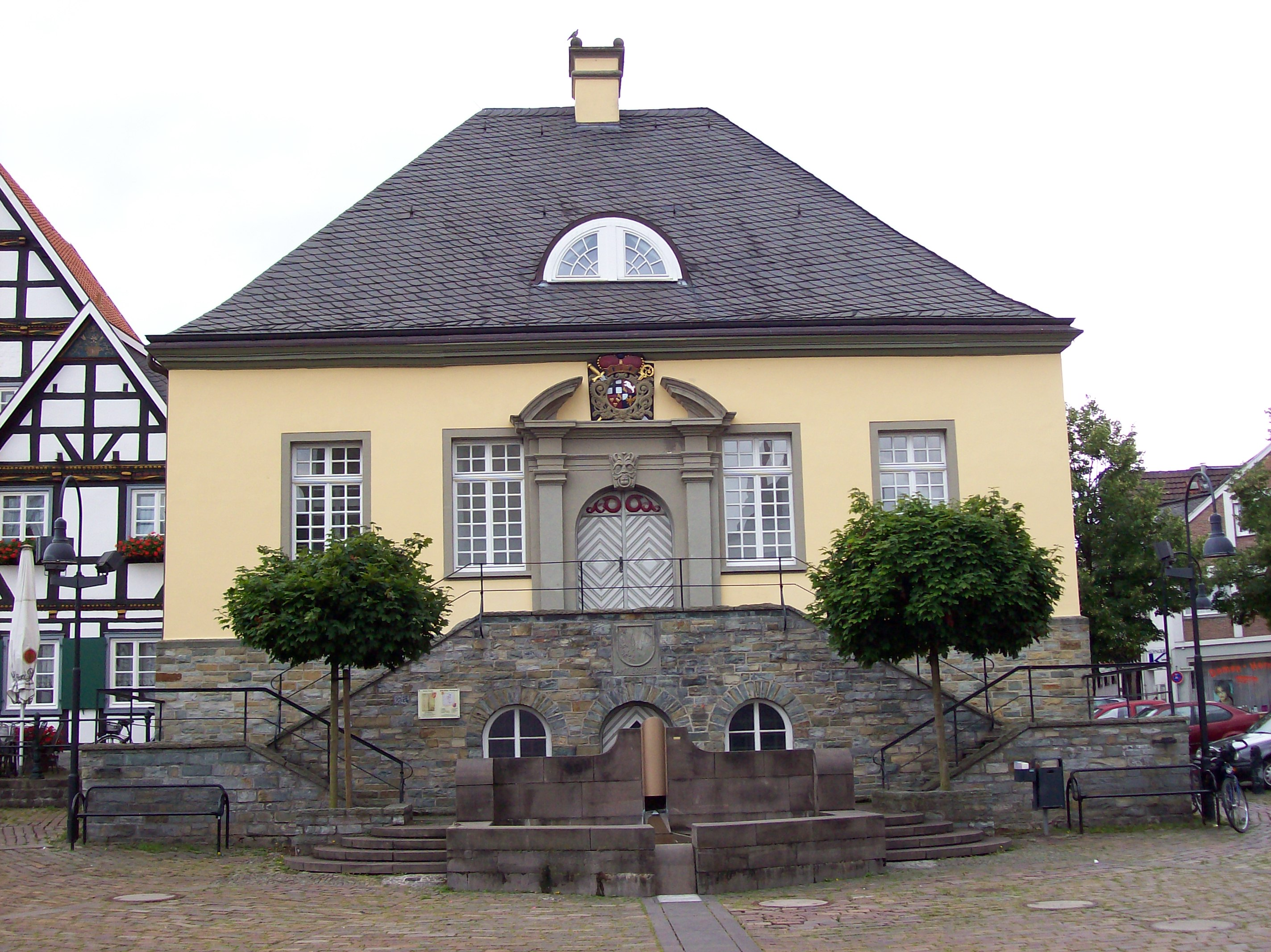
Voormalig raadhuis
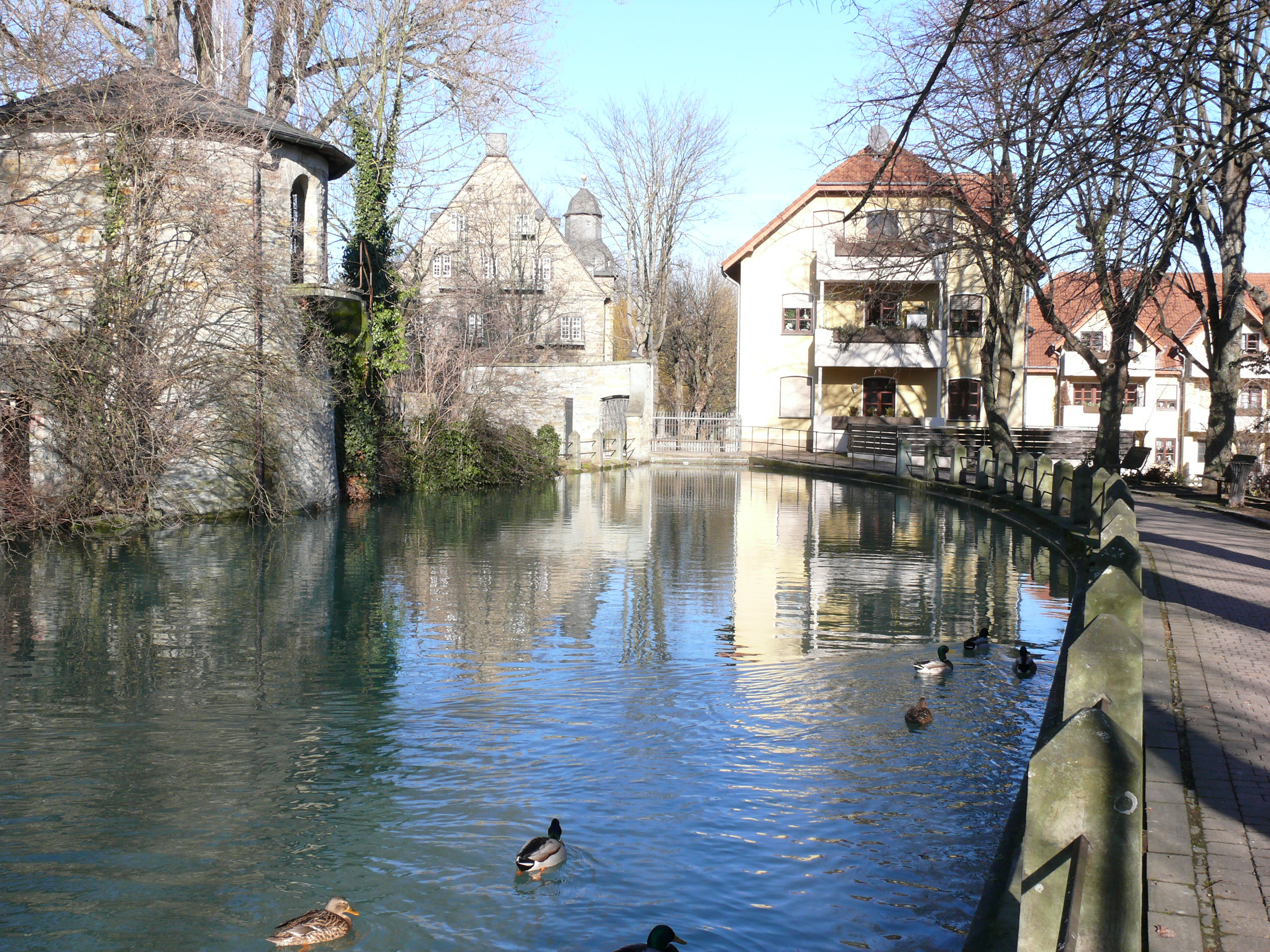
Waterpartij bij het voormalige kasteel Erwitte
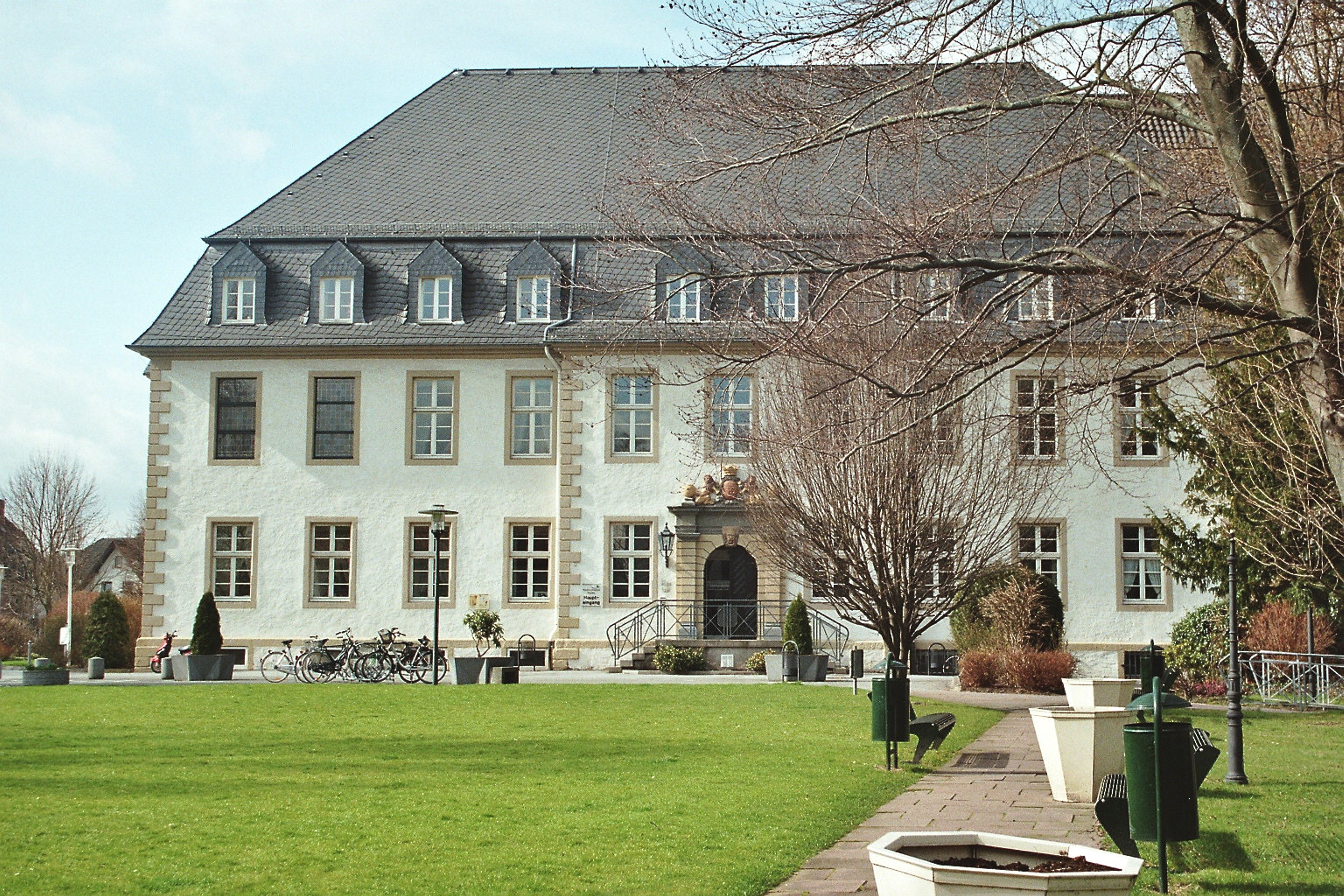
Voormalig Haus Erwitte, Maria-ziekenhuis
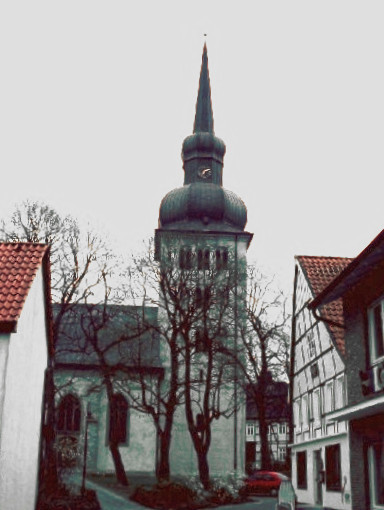
St. Cyriacuskerk te Horn-Millinghausen
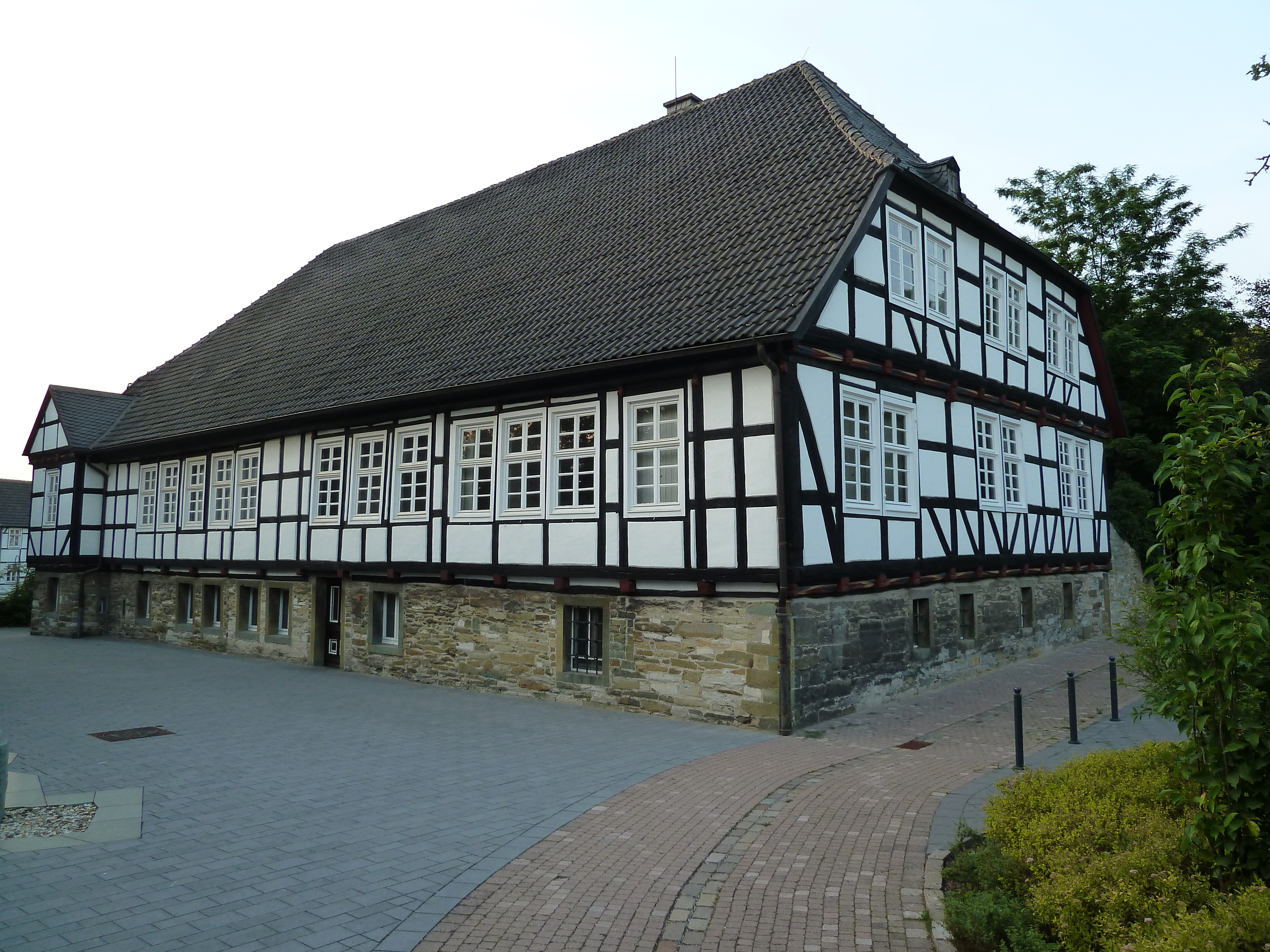
De Königshof
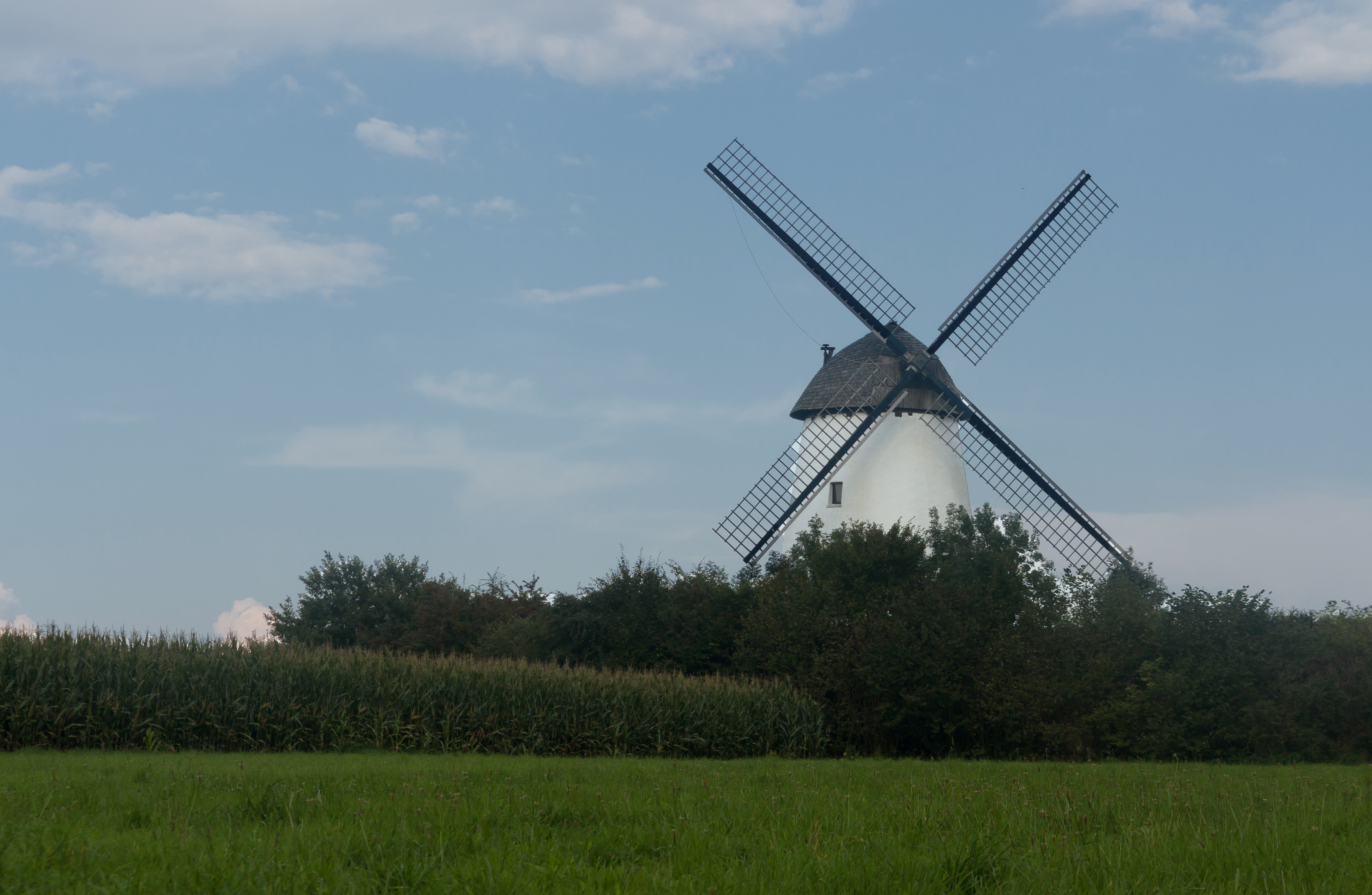
De oude molen van het dorp Schmerlecke
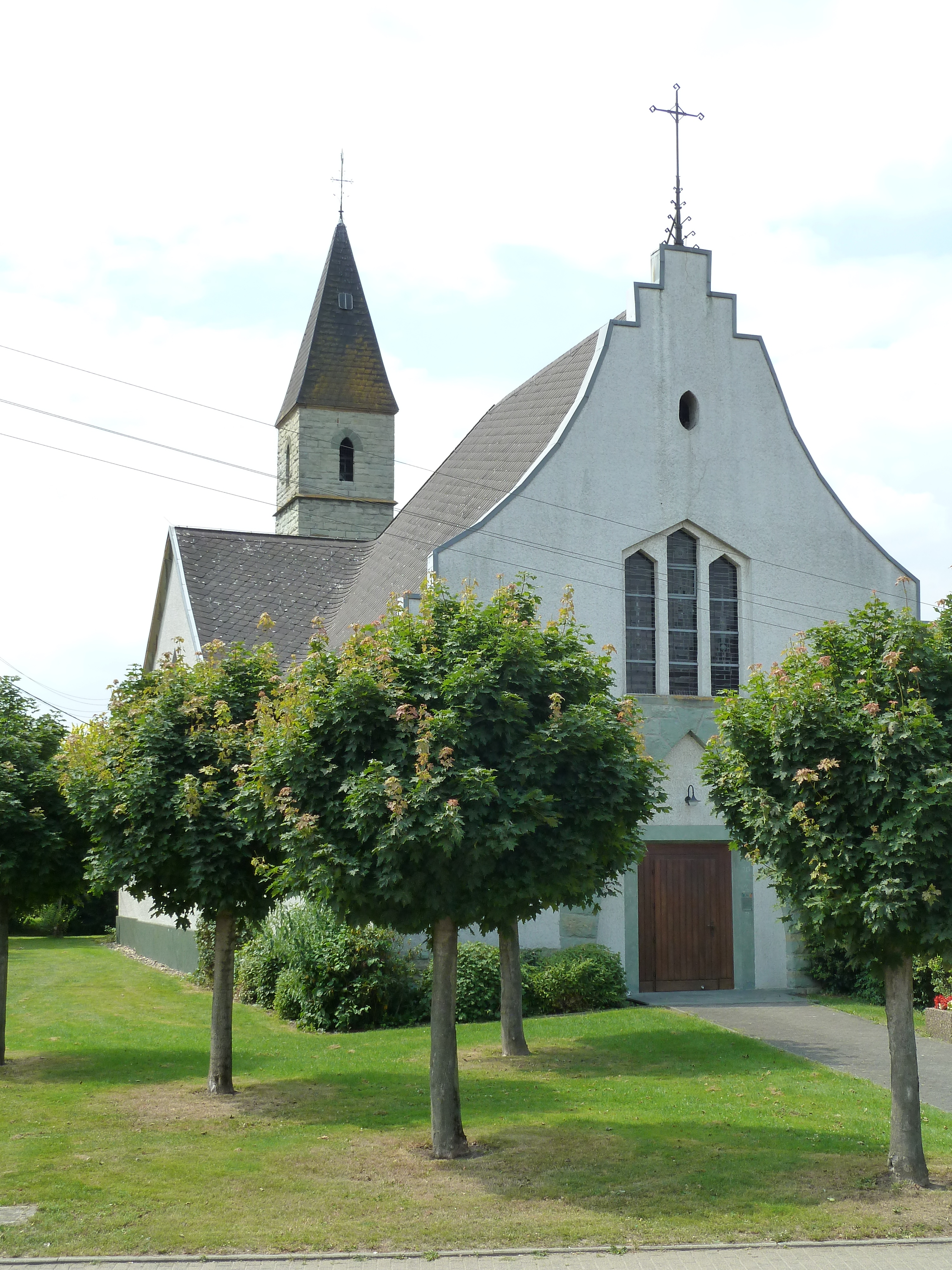
Stirpe, St. Agathakapel (1e bouwfase 1895; 2e bouwfase 1922)

## Trivia
- De gemeente heeft een uit de 19e eeuw daterende traditie, dat veel inwoners, relatief meer dan in andere plaatsen in de regio,  allerlei vormen van zang en muziek beoefenen, variërend van klassiek tot werk voor tamboer- en fanfarekorpsen. Erwitte heeft een relatief grote muziekschool. In 1991 werd het, tegenwoordig ongeveer 45 mannen en vrouwen sterke, koor Vocalensemble Erwitte opgericht. Dit ensemble is kwalitatief intussen vèr boven amateur-dorpskoren uitgegroeid. Regelmatig voert het, ook wel op TV, overwegend klassieke muziekstukken uit, zoals de Matthäus-Passion van Johann Sebastian Bach. De dirigent van het koor schrijft regelmatig eigentijdse arrangementen en koorbewerkingen van oudere stukken.

- De gemeente onderhoudt een jumelage met Aken in Saksen-Anhalt.

Anröchte · Bad Sassendorf · Ense · Erwitte · Geseke · Lippetal · Lippstadt · Möhnesee · Rüthen · Soest · Warstein · Welver · Werl · Wickede